# P.T. Foldberg
Peder Thomsen Foldberg (4. april 1861 i Nibe – 17. august 1925 i København) var en dansk matematiker og professor. Han var søn af købmand Thomas Foldberg og hustru Marie, født Thomsen.
Foldberg tog 4. klasses hovedeksamen 1876, var 1876-77 maskinelev i Sverige, tog polyteknisk adgangseksamen 1881, blev student (privat dimitteret) 1882 og mag.scient. 1886. Foldberg var lærer ved københavnske latin- og realskoler, bl.a. Metropolitanskolen, samt manuduktør til de polytekniske eksaminer 1881-93, medhjælper for undervisningsinspektøren ved realskolerne fra 1893, medlem af Eksamenskommissionen for almindelig forberedelseseksamen fra 1897 og lærer ved Statens Lærerhøjskole fra 1897 til 1908. Han fik senere ærestitlen professor. 
Foldberg sad i bestyrelsen for De private fuldstændige højere Almenskolers Pensionskasse og for De private Realskolers Pensionskasse. Han var medredaktør af Mathematisk Tidsskrift 1890-98og i 1890'erne bestyrelsesmedlem i Matematisk Forening.Foldberg udgav en samling matematiske lærebøger for mellem- og realskolen. Han var gift med Anna Christine Andersen. Der findes et portrætmaleri fra 1919 af Foldberg, udført af Vilhelm Tetens og belønnet med Thorvaldsen Medaillen.